# HIRF
Die Bezeichnung HIRF steht für englisch High Intensity Radiated Fields, deutsch etwa elektromagnetische Felder hoher Intensität, welche im Rahmen der elektromagnetischen Verträglichkeitsprüfung bei zivilen Luftfahrzeugen eingesetzt wird. Bei einer HIRF-Prüfung wird von Prüfgeneratoren die zu testende elektronische oder elektrische Ausrüstung mit nicht ionisierender Strahlung im Frequenzbereich von 10 kHz bis 40 GHz bei hohen Feldstärken bestrahlt und geprüft, ob dadurch eine unerwünschte Fehlfunktion oder ein Ausfall eintritt. In diesem Fall müssen bei zu qualifizierenden Geräten entsprechende weitergehende Maßnahmen zur Verhinderung der Störbeeinflussung, wie beispielsweise zusätzliche Abschirmungen oder der Einbau entsprechender Filter, getroffen werden.

## Motivation
Luftfahrzeuge wie Flugzeuge sind durch ihre exponierte Lage während des Fluges in bestimmten Situationen, wie in der Nähe von starken Radaranlagen, auch elektromagnetischen Störfeldern mit vergleichsweise großer Feldstärke ausgesetzt. Diese elektromagnetischen Felder können in den zunehmend mit elektronischen Geräten und Komponenten ausgestatteten Luftfahrzeugen zu unerwünschten Fehlfunktionen oder Ausfällen in der Flugsteuerung führen, welche im Extremfall zu einem unkontrollierten Absturz führen können. Beispielsweise kann die kurzzeitige Impulsleistung bei einem bodengestützten Impulsradar über 100 MW liegen und auf elektrischen Kabeln im Inneren eines Flugzeuges Störsignale erzeugen.
Die im Rahmen der HIRF-Test festgelegten Grenzwerte für die zu tolerierenden Feldstärken sind frequenzabhängig und je nach Qualifizierungsniveau in mehreren Tabellen in den einschlägigen Richtlinien festgelegt. Die in Summe drei verschiedenen Qualifizierungsniveaus legen verschieden hohe Grenzwerte in Abhängigkeit von den zu erwartenden Schäden und Opferzahlen bei einem durch einen HIRF ausgelösten Ausfall eines flugkritischen Systems fest: Für besonders kritische elektronische Komponenten, deren Ausfall zu einem unkontrollierten Absturz führen kann, gelten die höchsten Grenzwerte mit Spitzenwert bei der Komponente der elektrischen Feldstärke von knapp über 7 kV/m.
Der Bereich HIRF schließt thematisch an den Bereich des Blitzschutzes für Flugzeuge an, wenngleich die Störquelle dabei einen natürlichen Ursprung aufweist. Zur Unterscheidung wird in der Literatur manchmal für den Blitzschutz an Flugzeugen die entlehnte Bezeichnung HIRF/L (englisch HIRF and Lightning) verwendet.